# Русская улица (Феодосия)
Русская улица — в Феодосии, проходит от Галерейной улицы на северо-запад и за Боевой улицей переходит в Симферопольское шоссе. Одна из центральных улиц города.
На улице в д.6 расположен феодосийский городской отдел полиции.

## Транспорт
По улице проходят маршруты автобусов № 1,3,5,6,14,15,20,40,40а, 101,107 городского и пригородного сообщения.

## История
По плану города Феодосии 1817 года, утверждённому российским императором Александром I, местность в районе улицы указывалась как военный форштат. До середины XIX века она представляла собой городскую окраину (Сарыгольская слободка), здесь протекала река (по линии современных улиц Галерейная—Русская), в жаркое время пересыхающая, которая отделяла город, находившийся южнее, от сельскохозяйственных предместий и дач.
Улица сформировалась из шоссе, ведущего в Старый Крым. Стала интенсивно застраиваться с 1898 года.
Первоначальное название улицы — Симферопольская, в советское время носила имя Я. М. Свердлова, во время кампании по переименование улиц в связи с декоммунизацией 1991—2008 годов улица была переименована в Русскую.
В 1897 году живший в непосредственной близости, на Галерейной улице, великий патриот своего города художник Иван Айвазовский на собственные средства выстроил здесь дом (современный адрес д. 38), в котором открыл трёхклассное приходское училище. В годы Гражданской войны здание было разрушено и училище прекратило своё существование, в настоящее время здание полностью перестроено.
В конце XIX века в конце улицы на Сарыгольской возвышенности, в то время — пустынной окраине города, у дороги в центральные районы Крыма была возведена водонапорная башня — Белый бассейн, вошедшая в систему Кашка-Чокракского водовода для водоснабжения, в том числе феодосийского торгового порта и железнодорожной ветки Феодосия-Джанкой.
По названию башни прилегающий район получил название «Белый бассейн».
В годы Гражданской войны в районе улицы проходили ожесточённые бои между красными и белыми, в память о тех событиях носит своё название Боевая улица
В бывшем доме торговца скобяными изделиями, одного из первых жителей улицы, Риля (современный адрес д. 17) разместились учебные заведения, перед Великой Отечественной войной — татарская школа, после войны — школа № 3
Уже в июне 1944 года, вскоре после освобождения города от немецко-фашистских оккупантов (13 апреля 1944 года) в доме на улице, рядом с Музеем А. Грина, вновь открывается для жителей Феодосии городская библиотека.
У конца улицы размещалась чулочная фабрика, в настоящее время здесь оборудованы офисно-торговые помещения.
В 1981 году по проекту С. Г. Бродского, А. С. Бродского и И. В. Уткина на боковом фасаде дома-музея Грина (выходящего на улицу Русская) было выполнено панно «Бригантина» в память созданного творчеством Грина волшебного, связанного с морем, мира.

## Достопримечательности
д. 77А — Белый бассейн

## Известные жители
В д. 5 прошли молодые годы будущего Героя Советского Союза Владимира Гореглядова (1915—1945).
д. 9 — Герой Советского Союза Сергей Котов (мемориальная доска на д. 1)